# 松田素二
松田 素二（まつだ もとじ、1955年4月 - ）は、日本の人類学者。京都大学名誉教授。専門は、社会人間学、アフリカ地域研究、地域社会学。

## 来歴・人物
1979年、京都大学文学部卒業。1979年4月、同大学大学院文学研究科修士課程社会学専攻に入学、同年10月ケニア国立ナイロビ大学大学院に留学。1983年、京都大学大学院文学研究科修士課程社会学専攻修了、1983年同大学院博士後期課程社会学専攻に進学。1984年3月、同博士課程中途退学、同年4月大阪市立大学文学部助手。1987年同講師、1991年同助教授、1993年京都大学文学部助教授、2002年京都大学大学院文学研究科教授。
1997年「日常生活における創造性、主体性そしてソフトな抵抗: ケニア、ナイロビのマラゴリ人出稼ぎ民に関する都市人類学的研究」で京大から博士（文学）。1998年、『新書アフリカ史』でNIRA東畑精一記念賞受賞。2008年、大同生命地域研究奨励賞受賞。2012年、第7回日本文化人類学会賞。

## 著書
- 『都市を飼い慣らす アフリカの都市人類学』河出書房新社、1996年。
- 『抵抗する都市 ナイロビ移民の世界から』岩波書店〈現代人類学の射程〉、1999年。
- 『呪医の末裔 東アフリカ・オデニョ一族の二十世紀』講談社、2003年。
- 『日常人類学宣言! 生活世界の深層へ/から』世界思想社、2009年。

## 共編著
- 『新書アフリカ史』宮本正興共編 講談社現代新書 1997、改訂新版2018
- 『アフリカの都市的世界』嶋田義仁・和崎春日共編 世界思想社 2001
- 『現代アフリカの社会変動 ことばと文化の動態観察』宮本正興共編 人文書院 2002
- 『日常的実践のエスノグラフィ 語り・コミュニティ・アイデンティティ』田辺繁治共編 世界思想社 2002
- 『エスノグラフィー・ガイドブック 現代世界を複眼で見る』川田牧人共編 嵯峨野書院 2002
- 『観光と環境の社会学』古川彰共編 新曜社 シリーズ環境社会学 2003
- 『ミクロ人類学の実践 エイジェンシー/ネットワーク/身体』田中雅一共編 世界思想社 2006（京都大学人文科学研究所共同研究報告）
- 『ケニアを知るための55章』津田みわ共編著 明石書店 2012 エリア・スタディーズ
- 『コリアン・ディアスポラと東アジア社会』鄭根埴共編 京都大学学術出版会 2013